# Aristolochia maxima
Aristolochia maxima Jacq. – gatunek rośliny z rodziny kokornakowatych (Aristolochiaceae Juss.). Występuje naturalnie w Meksyku, Belize, Gwatemali, Salwadorze, Hondurasie, Nikaragui, Kostaryce, Panamie, Kolumbii oraz Wenezueli. Ponadto został naturalizowany w Stanach Zjednoczonych (na Florydzie).

## Morfologia

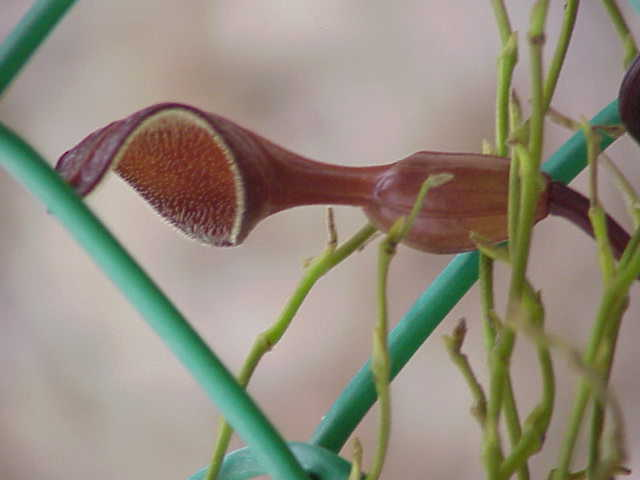
Kwiat

PokrójPnącze o zdrewniałych i nagich pędach. Dorasta do 20 m wysokości.
LiścieMają odwrotnie jajowaty kształt. Mają 7–15 cm długości oraz 3–7 cm szerokości. Nasada liścia ma sercowaty lub ucięty kształt. Ze spiczastym wierzchołkiem. Są owłosione od spodu. Ogonek liściowy jest nagi i ma długość 1–8 mm.
KwiatyZygomorficzne. Zebrane są po 2–8 w gronach. Mają brązowo-purpurową barwę. Mają kształt wyprostowanej lub lekko wygiętej tubki. Łagiewka ułożona jest poziomo, jajowata u podstawy. Podsadki mają owalny kształt.
OwoceTorebki o jajowatym kształcie. Mają 10–15 cm długości i 4–7 cm szerokości. Pękają przy wierzchołku.